# Okroglo (Naklo)
Okroglo (IPA: [ɔˈkɾoːɡlɔ]) è un insediamento (naselje) di 153 abitanti, della municipalità di Naklo nella regione statistica dell'Alta Carniola in Slovenia.